# Mondeville (Calvados)
Pour les articles homonymes, voir Mondeville.
Mondeville est une commune française, située dans le département du Calvados en région Normandie, peuplée de 10 286 habitants.

## Géographie

### Situation
La commune est en plaine de Caen, limitrophe au sud-est de la capitale politique de la région dont le centre-ville est à 3,5 km du centre mondevillais.
Le point culminant (38 m) se situe en limite nord, sur le Plateau, un peu au sud de l'école des Tilleuls. Le point le plus bas (2 m) correspond à la sortie de l'Orne du territoire, au nord également.
La commune est en grande partie urbaine : résidentielle au centre (les Charmettes, le Plateau, Charlotte-Corday et la Vallée Barrey), portuaire au nord-ouest (entre l'Orne et le canal de Caen à la mer) et industrielle et commerciale au sud-est. Une petite partie, près du Biez, est aménagée en parc municipal.
Le hameau de Clopée, historiquement mondevillais, fut détaché de Mondeville vers 1780 et attribué à Colombelles. Prenant acte du fait qu'une partie du hameau appartenait déjà à Mondeville, que Clopée se trouvait à 12 km de son chef-lieu de canton (Troarn) et que l'église de Notre-Dame-des-Champs était à seulement un kilomètre, alors que Saint-Martin de Colombelles était à 2,4 kilomètres, les députés ont pris la décision le 18 octobre 1849 de rattacher à Mondeville les 14 hectares du territoire de Clopée occupé par 35 à 40 habitants.

### Communes limitrophes
| Hérouville-Saint-Clair | Colombelles                      | Giberville          |
| Caen                   | Mondeville                       | Cagny               |
| Cormelles-le-Royal     | Cormelles-le-Royal, Grentheville | Cagny, Grentheville |

### Hydrographie
La commune est située dans le bassin Seine-Normandie. Elle est drainée par l'Orne, le canal de Caen à la Mer et le Biez,,.
L'Orne, d'une longueur de 170 km, prend sa source dans la commune d'Aunou-sur-Orne et se jette  dans l'embouchure de l'Orne à Merville-Franceville-Plage, après avoir traversé 60 communes. 
Le canal de Caen à la mer, un canal, chenal navigable d'une longueur de 14 km, prend sa source dans la commune de Caen et se jette  dans l'embouchure de l'Orne à Ouistreham, après avoir traversé six communes. 

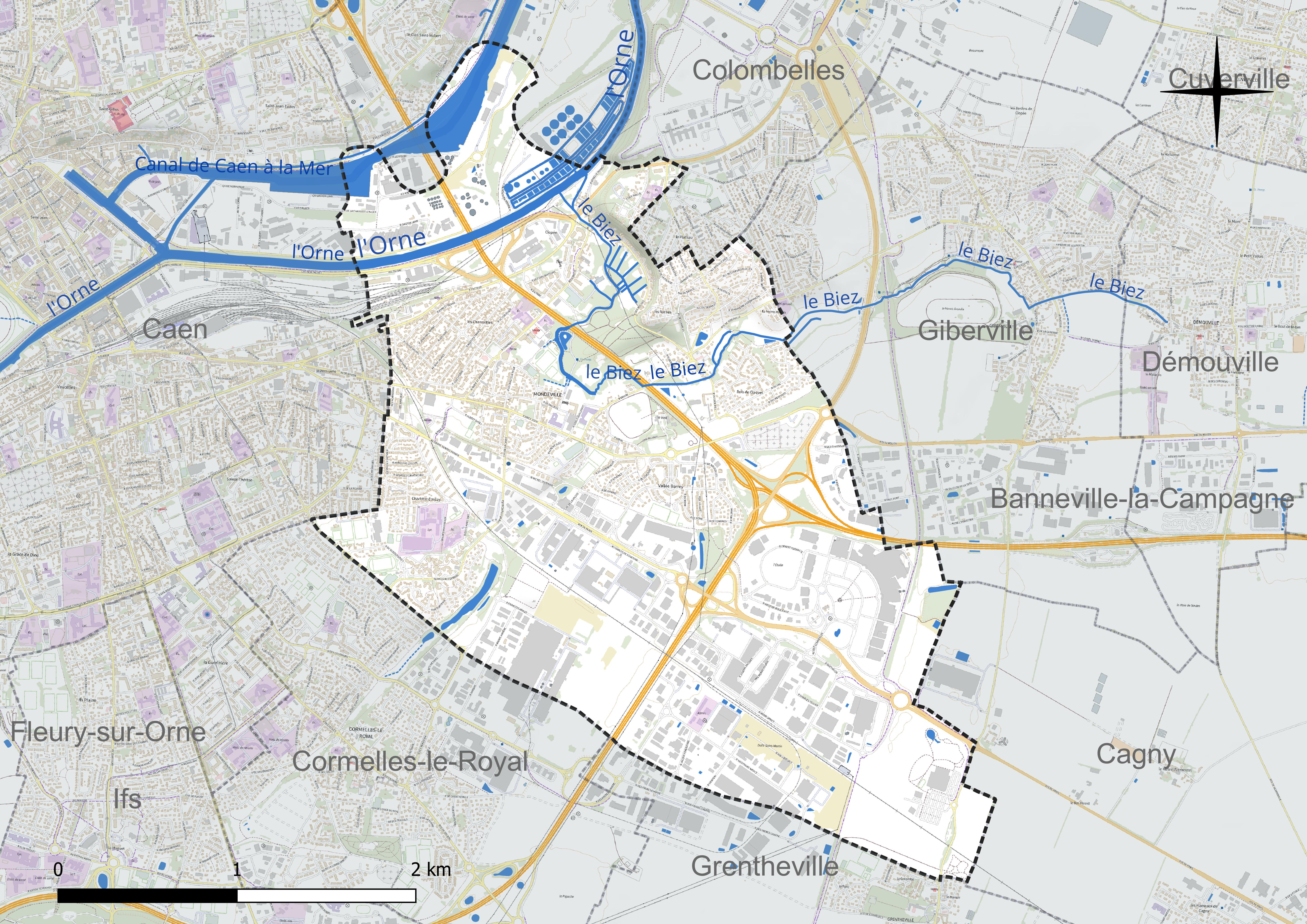
Réseau hydrographique de Mondeville.

### Climat
Pour des articles plus généraux, voir Climat de la Normandie et Climat du Calvados.
En 2010, le climat de la commune est de type climat océanique altéré, selon une étude du CNRS s'appuyant sur une série de données couvrant la période 1971-2000. En 2020, Météo-France publie une typologie des climats de la France métropolitaine dans laquelle la commune est exposée à un climat océanique et est dans la région climatique  Normandie (Cotentin, Orne), caractérisée par une pluviométrie relativement élevée (850 mm/a) et un été frais (15,5 °C) et venté.
Pour la période 1971-2000, la température annuelle moyenne est de 10,7 °C, avec  une amplitude thermique annuelle de 11,8 °C. Le cumul annuel moyen de précipitations est de 652 mm, avec 11,1 jours de précipitations en janvier et 7,1 jours en juillet. Pour la période 1991-2020, la température moyenne annuelle observée sur la station météorologique la plus proche, située sur la commune de Carpiquet à 9 km à vol d'oiseau, est de 11,5 °C et le cumul annuel moyen de précipitations est de 740,3 mm,. Pour l'avenir, les paramètres climatiques de la commune estimés pour 2050 selon différents scénarios d'émission de gaz à effet de serre sont consultables sur un site dédié publié par Météo-France en novembre 2022.

## Urbanisme

### Typologie
Au 1er janvier 2024, Mondeville est catégorisée grand centre urbain, selon la nouvelle grille communale de densité à 7 niveaux définie par l'Insee en 2022.
Elle appartient à l'unité urbaine de Caen, une agglomération intra-départementale dont elle est une commune de la banlieue,. Par ailleurs la commune fait partie de l'aire d'attraction de Caen, dont elle est une commune du pôle principal,. Cette aire, qui regroupe 296 communes, est catégorisée dans les aires de 200 000 à moins de 700 000 habitants,.

### Occupation des sols
L'occupation des sols de la commune, telle qu'elle ressort de la base de données européenne d'occupation biophysique des sols Corine Land Cover (CLC), est marquée par l'importance des territoires artificialisés (88,1 % en 2018), en augmentation par rapport à 1990 (80,4 %). La répartition détaillée en 2018 est la suivante : 
zones industrielles ou commerciales et réseaux de communication (49,4 %), zones urbanisées (34 %), terres arables (7,6 %), espaces verts artificialisés, non agricoles (4,7 %), prairies (2,4 %), eaux continentales (1,7 %), milieux à végétation arbustive et/ou herbacée (0,2 %). L'évolution de l'occupation des sols de la commune et de ses infrastructures peut être observée sur les différentes représentations cartographiques du territoire : la carte de Cassini (XVIIIe siècle), la carte d'état-major (1820-1866) et les cartes ou photos aériennes de l'IGN pour la période actuelle (1950 à aujourd'hui).

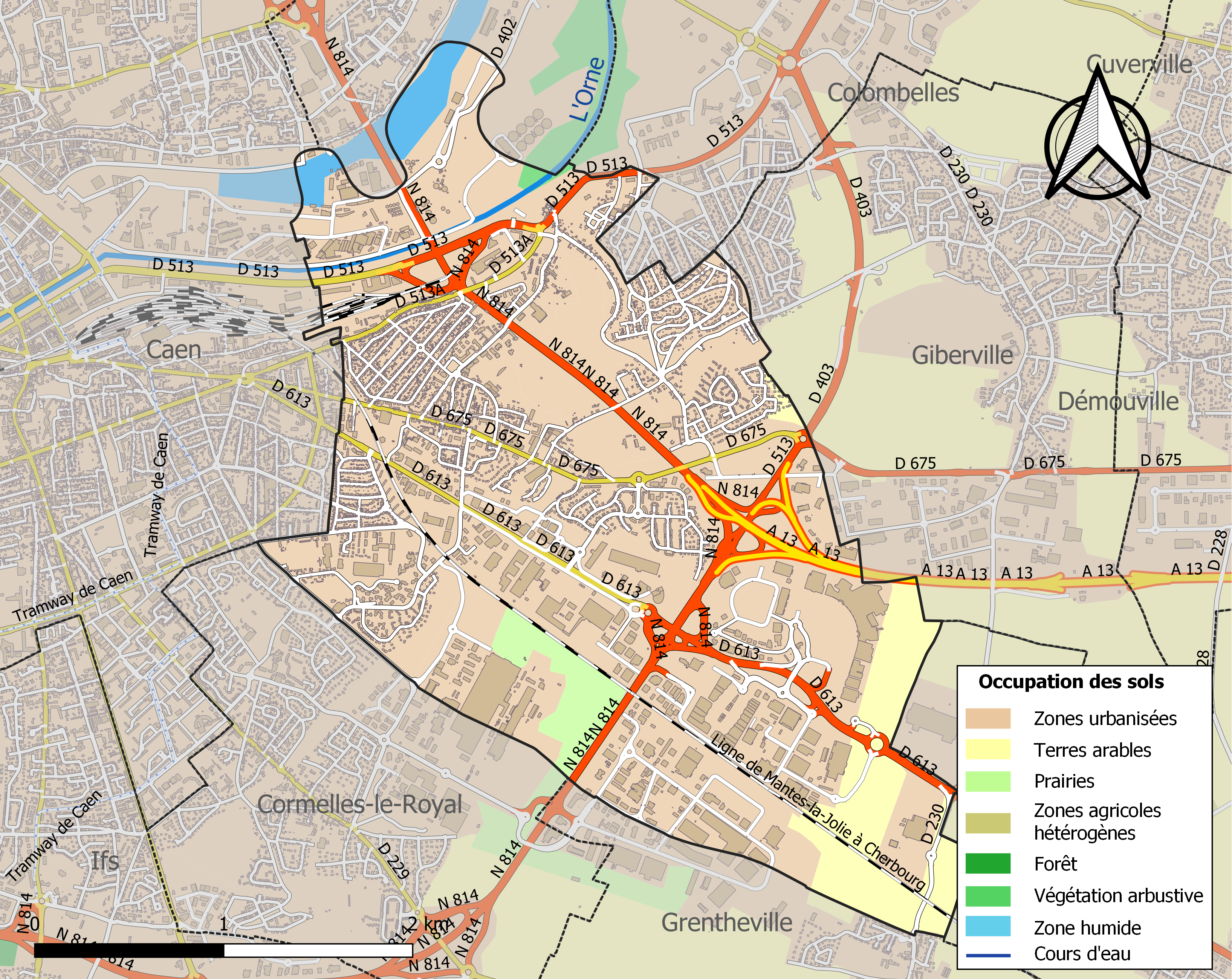
Carte des infrastructures et de l'occupation des sols de la commune en 2018 (CLC).

### Voies de communication et transports
Le territoire de Mondeville est traversé par la route de Paris (RD 613 et RN 13), la route de Rouen (RD 675, ancienne partie de la RN 175), la route de Cabourg (RD 513, de Honfleur à Caen) et le boulevard périphérique de Caen (RN 814) sur lequel vient se greffer l'A13.
Fermée depuis fin 2018 en raison des travaux de construction de la nouvelle desserte portuaire, la route communale reliant Mondeville à Colombelles, le long de l'Orne, ne sera pas rouverte à la circulation automobile mais transformée en voie douce. Elle s'inscrira dans la continuité de la piste cyclable du cours Montalivet et permettra de rejoindre le chemin de halage qui conduit à la mer à partir du pont de Colombelles. Les aménagements nécessaires à l'accès à l'aire des gens du voyage et au stand de tir du Trip normand seront réalisés au printemps 2020.
La commune étant densément peuplée, beaucoup de lignes du réseau Twisto la desservent selon le lieu (1;3;5;9;11;15;16;20;26). Des lignes du réseau des bus verts du Calvados y passent également.

## Toponymie
Le nom de la localité est attesté sous la forme Amundi villa en 990. Le toponyme est dû à l'anthroponyme scandinave Amundi adjoint de l'ancien français ville dans son sens originel de « domaine rural » issu du latin villa rustica.
Le gentilé est Mondevillais.

## Histoire
La commune de Mondeville a fait l'objet de nombreuses fouilles.

### De la préhistoire au haut Moyen Âge
Le premier site d'occupation humaine sur le territoire actuel de Mondeville était un village que des fouilles ont mis au jour à la delle Saint-Martin (emplacement de l'actuelle ZI Henri-Spriet) à proximité d'un domaine rural situé sur le territoire de Cagny. Les premières traces d'occupation remontent au Néolithique, puis à l'âge du bronze : céramique du bronze final III (VIIIe siècle av. J.-C.) et foyer rudimentaire utilisé du Hallstatt au début de la Tène.
Pendant l'Antiquité, une villa ou une petite agglomération rurale se développa sur le site. Il semble que les bâtiments étaient composés de mur de pisé ou à colombages reposant sur des murs de pierre ; on suppose que les toits étaient recouverts de chaume, de roseau, de bruyère ou de bois.
Plus proche du bord du plateau, un oppidum gaulois a également été découvert à l'emplacement de l'actuel lotissement à l'est du chemin de la Cavée (ancien lieu-dit de la Masse).
Au IIIe, les invasions barbares provoquèrent l'abandon du village. Les maisons en pierre furent alors remplacées par des cabanes de 4 à 12 m2 construites totalement en bois et, semble-t-il, recouvertes de chaume ou de bois. Ce petit groupement d'habitations était entouré par une clôture.
Au VIIe, le sud de la commune actuelle fut défriché et le village connut un nouvel essor. De nouvelles maisons en pierre furent construites et surtout une église, dédiée à saint Martin, fut érigée sur les ruines de l'ancien domaine gallo-romain (fin VIIe - début VIIIe). Les morts étaient inhumés à l'intérieur et autour de cet édifice rectangulaire de 40 m2 qui fut agrandi au IXe.
Au XIIe, ce village fut abandonné et l'église probablement détruite. La population migra vers Grentheville, dont l'église fut fondée à cette époque, et vers la vallée de l'Orne et du Biez.

### De l'an milà la fin duXIXe

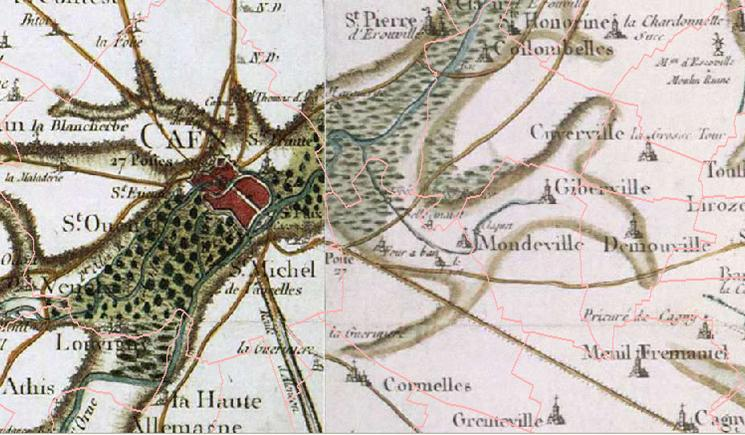
Sud-est de la région de Caen sur la carte de Cassini au milieu du avec le contour des communes actuelles.

Le nom de Mondeville (Amundevilla en 989 ; Amundi villa en 990) apparaît pour la première fois dans les textes au Xe. En 989, Richard Ier de Normandie fit donation à l'abbaye de Fécamp de la cure située sur le domaine d'un ancien colon scandinave Amundi (Ámundi), comme l'indique l'étymologie du nom de lieu Mondeville. À partir de cette date, le domaine d'Amundivilla fut géré comme un fief ecclésiastique par la baronnie d'Argences ; grâce au tonlieu et à la dîme, les bénédictins purent profiter des ressources que les villageois tiraient de la vallée fertile dans laquelle ils étaient implantés.
Au Xe, le territoire de la commune était alors divisé en six paroisses :
- Saint-Martin (abandonné au XIIe) ;
- Notre-Dame-du-Pré (puis des-Près) ;
- Sainte-Madeleine ;
- Saint-Denis ;
- Notre-Dame-de-la-Fontaine ;
- Sainte-Paix (réunie à la paroisse de Vaucelles en 1718).

Le hameau de Clopée fut rattaché à la paroisse Saint-Martin de Colombelles de 1781 à 1849.

#### L'habitat
Au IIe millénaire, surtout après l'abandon de Saint-Martin au XIIe, le village se concentra au bord du plateau et dans les terres les moins inondables de la vallée,. Plutôt qu'un village concentré autour d'un bourg, il s'agissait plutôt d'un chapelet de hameaux constitués de petites maisons à un étage aux murs de plaquettes et de moellons recouvertes d'un toit en ardoise, parfois en forme de bateau retourné,. Dans les vallées marécageuses de l'Orne, dont le cours était alors méandreux, et de son affluent le Biez, ces maisonnettes s'alignaient sur des digues autour de terres asséchées devenues polders (organisation de type marschufendorf).
Au milieu de ce paysage rural où émergeaient quelques habitations de taille modeste, quelques bâtiments ressortaient par leur dimension et/ou leur importance symbolique :
- les églises paroissiales
  - l'église Notre-Dame
  - l'église Saint-Denis, utilisée l'hiver quand les crues rendaient Notre-Dame inaccessible
  - l'église Sainte-Paix (aujourd'hui à Caen)
- la grange aux dîmes
  - le four à ban[41]

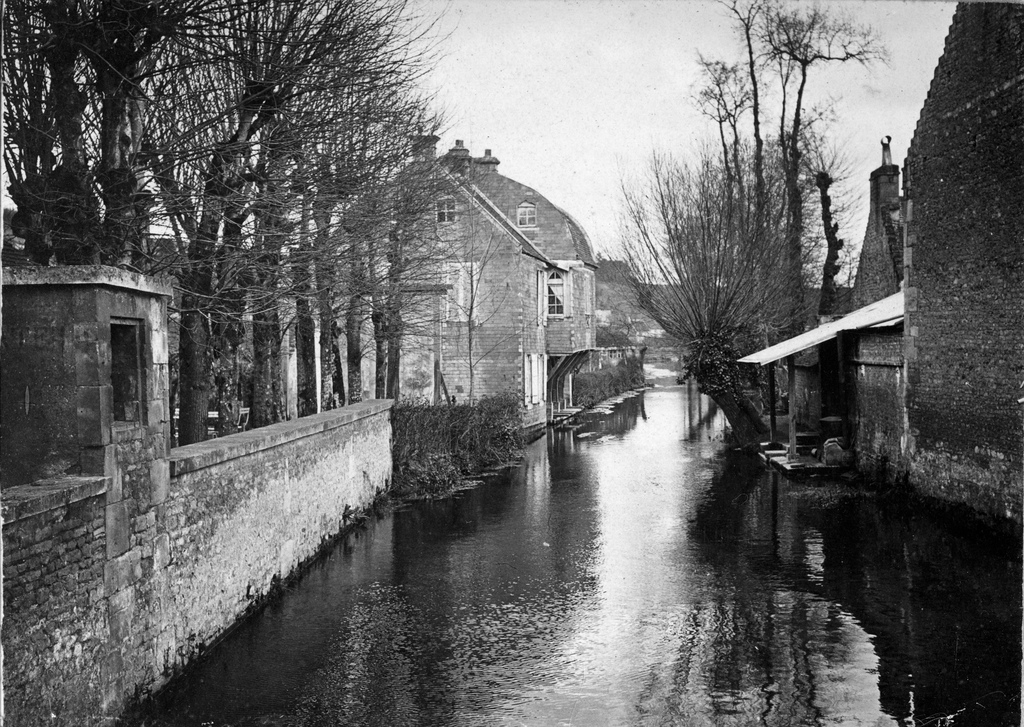
Le Biez vu du pont de Clopée (début).

Au XVIIe-XVIIIe, plusieurs pavillons de chasse, appelée châteaux, furent construits sur ces terres très giboyeuses. Le plus important, le château de Bellemaist fut construit au XVIIe dans un domaine de plus de 50 hectares entourés d'un mur dont la trace peut encore être suivie dans le centre de Mondeville.
La commune était traversée par quatre grandes voies de communication :
- la route de Paris qui étaient autrefois sinueuse (les courbes du « Grand Chemin du Roi » ne furent supprimées qu'en 1736) ;
- la route de Rouen qui traversait autrefois les hameaux du Four à ban et du Vast (actuelles rue de Valleuil et Eugène-Varin) et qui fut ensuite détournée plus au sud (actuelle rue Émile-Zola) ;
- la route de Dives par Clopée (rue Pasteur aujourd'hui) ;
- enfin l'Orne, décrivant de larges courbes jusqu'à la fin du XVIIIe[42], qui étaient depuis le Moyen Âge, voire depuis l'Antiquité[43], un vecteur important d'activité jusqu'à l'ouverture du canal de Caen à la mer en 1857.

La commune était ainsi étape aux portes de Caen. En 1837, un service de paquebot à vapeur entre Caen et Le Havre fut créé et des escales furent prévues à Mondeville. Les diligences, notamment celles venant de Paris, passaient également à Mondeville.
Jusqu'à la fin du XIXe siècle, les bords de l'Orne à Mondeville servent de lieu de villégiature aux Caennais.

« Toutes les villes possèdent en dehors de leur enceinte des lieux de plaisir et d'abandon où court le dimanche, boire et danser, une population d'ouvriers, heureux d'oublier, un jour au moins, les fatigues et les travaux de la semaine. Mondeville jouit de ce privilège : de joyeuses guinguettes y appellent des bandes de buveurs et de danseurs ; mais, pour quelques-uns, les suites de ces réunions bruyantes deviennent funestes, et l'abus qu'ils ne manquent pas de faire de ces jouissances de quelques heures les force parfois au repentir. »

— Joseph Morland, 1837

#### L'économie agraire
Les villageois tiraient principalement leurs revenus de l'agriculture. Plusieurs types de cultures étaient privilégiés en fonction de la qualité de la terre.
Le maraîchage se développait au bord du Biez, la terre y étant particulièrement fertile grâce au limon déposé par les crues. Les marais étant des biens communaux qui appartenaient aux « Messieurs de Fécamp », les fermiers devaient payer ces derniers en monnaie et en nature. Au XVIIIe-XIXe de multiples conflits éclatèrent entre les meuniers de Clopée qui n'entretenaient pas leur bief, et les maraîchers en amont dont les récoltes étaient compromises du fait de cette incurie. À la suite de cela, un syndicat des maraîchers fut créé en 1861.
Les prairies, moins riches, étaient affermées par les moines de Fécamp. Chaque année, les prairies étaient « marquées à la perche » pour la livrée des foins, ce qui entraînait des différences d'année en année puisque l'aune de la perche était le pied d'un homme différent chaque année. Un droit de « deuxième herbe » permettaient également au villageois de les utiliser pour la pâture des veaux d'un an, des vaches et des bourriques après la récolte des foins de l'abbaye. Les fermiers, puis les propriétaires terriens du XIXe, souvent de riches bourgeois caennais, étaient cependant réticents à permettre l'exercice de ce droit séculaire qui semble remonter aux origines du fief ; de nombreux procès les opposèrent aux villageois. Après la rectification du cours de l'Orne à la fin du XVIIIe, ces prairies n'étaient accessibles qu'en bac depuis Clopée ou Sainte-Paix. Ils pouvaient contenir 70 à 80 personnes ou 10 à 12 animaux de grande taille (chevaux, mulets, bœufs ou vaches). Celui de Clopée fut supprimé en 1880. Au contraire des terres du plateau de la plaine de Caen dotées d'un fort potentiel de productivité et utilisées comme labours, les vallées sèches, fréquentes à Mondeville étaient plus pauvres et servaient généralement d'herbage pour le bétail, notamment pour les troupeaux d'ovins à laine.

#### L'extraction de la pierre de Caen
La pauvreté des sols de ces terres incultes, principalement due à la faible épaisseur des limons, favorisa le développement de l'extraction de la pierre de Caen. À l'époque gallo-romaine, le bovage, exploitation par chambres souterraines accessibles par des puits, commença sous le plateau à Saint-Martin. Le même procédé fut utilisé aux Housseaux (actuelle ZAC Charlotte-Corday) du XIIIe au XVIIe. Des parcelles étaient louées en surface pour six ans. Cinq à six ouvriers creusaient les boves puis remontaient les blocs en « cranant », c'est-à-dire en tirant les cordes grâce à une roue et un cabestan. La pierre était ensuite acheminée jusqu'à la destination finale par les chemins au bœuf, voies défoncées par les convois tirés par des bovins. Du XIIIe au XVe, les flancs de coteau au four à ban, à la Madeleine ou vers l'actuel lotissement des Charmettes furent exploités à ciel ouvert et taillés en gradin.
Mais l'exploitation massive de la pierre de Caen à Mondeville eut lieu dans le quartier des Roches qui bénéficiait de la proximité de l'Orne. La pierre était extraite des galeries creusées par trois à cinq ouvriers à partir du pied de la falaise, puis elle était tirée par des chevaux jusqu'aux bords du fleuve où elle séchait pendant une période pouvant aller de quelques mois à quelques années ; enfin, elle était acheminée par voie d'eau jusqu'à Caen ou jusqu'en Angleterre. Pendant l'occupation anglaise de la Normandie, Henri V et Henri VI d'Angleterre se réservèrent le monopole de l'utilisation de la pierre (1407-1450). Au XVIIe-XVIIIe, les carrières de Caen fermèrent et celles de Mondeville connurent alors leur apogée. Il semble que le séisme du 30 décembre 1776 ait mis un terme à ce développement. Délaissées, les chambres souterraines servirent alors de glacière au XVIIIe, de prison sous la Révolution française, de champignonnière et de cave à vin (coopérative de la SMN) au XXe. Lors des bombardements de 1944, les Mondevillais se réfugièrent dans les carrières des Roches.

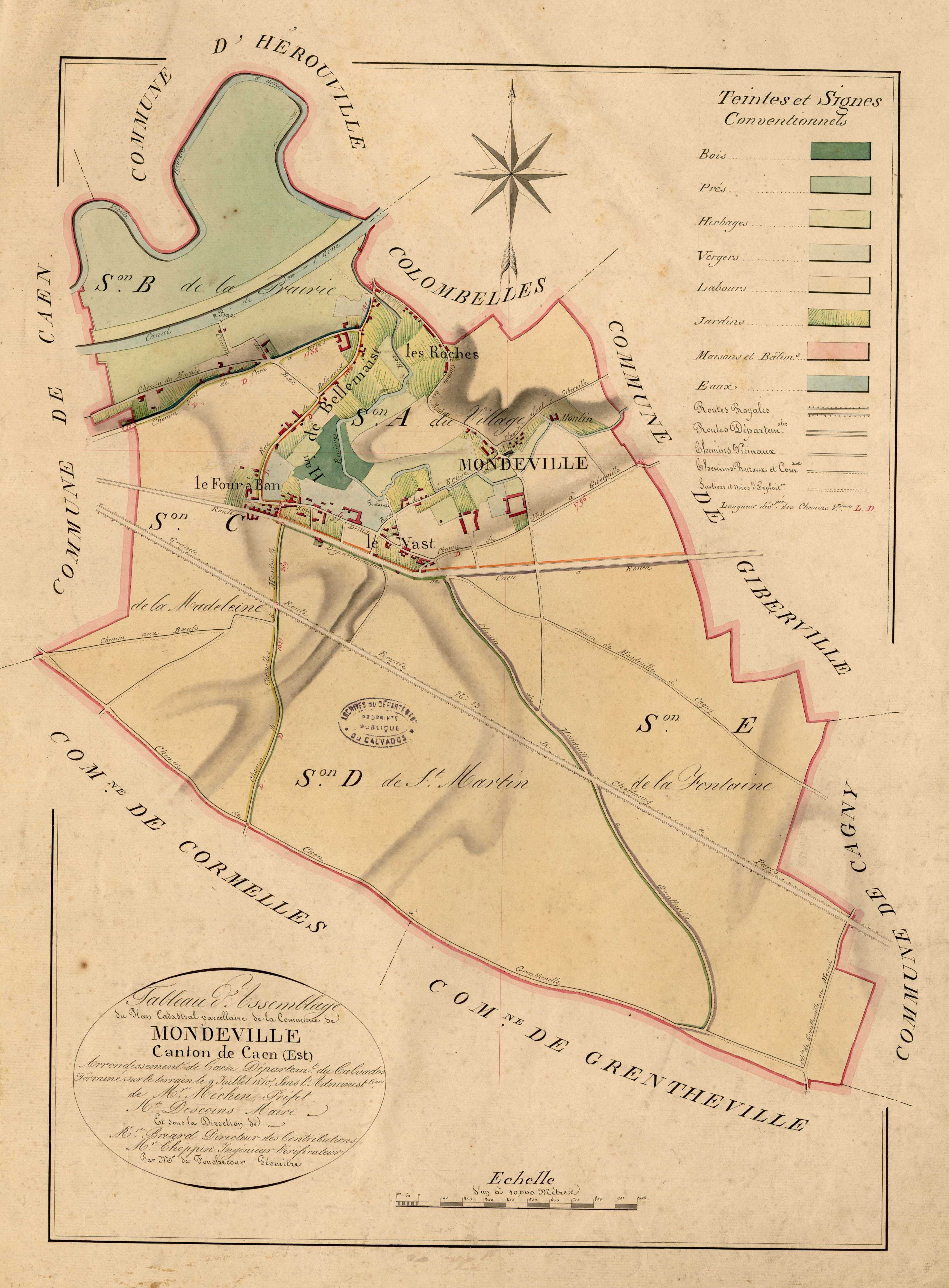
Tableau d'assemblage napoléonien de la commune de Mondeville (1810).

#### Une communauté villageoise pauvre
Situé aux portes de Caen, au bord de l'Orne, le village fit l'objet de pillage en période de guerre, notamment en 1346. Pour diversifier leurs sources de revenus, les villageois menaient de front plusieurs activités. Les femmes travaillaient à domicile dans le textile (dentelle), mais cette activité déclina à partir de 1860. Pendant les périodes où le travail des champs étaient moins prenant, les hommes vendaient leur force de travail dans les carrières ; les enfants, capables de se faufiler dans les galeries étroites, étaient également mis à profit pour exploiter la pierre de Caen.
Des fièvres cycliques (peste de 1348, choléra en 1849, 1854 et 1865, variole en 1871, mais également typhoïde) et la tuberculose, à l'état endémique, décimaient la population. La présence des marais, les conditions d'hygiènes déplorables, dues entre autres à la mauvaise qualité des maisons, alliées à des conditions de travail difficiles expliquaient cet état sanitaire préoccupant. Un enfant sur deux décédait avant deux ans (44 % des enfants de moins d'un an mouraient à la suite d'une pneumonie ou d'une bronchite en 1850) et l'espérance de vie au début du XIXe était de 37 ans.
Pour venir en aide à la population, des œuvres charitables furent fondées. La maladrerie de Mondeville, située à proximité de la route de Rouen est attestée depuis 1541. Gérée par les sœurs de la Charité, elle tirait ses revenus des fermages sur les terres qu'elle possédait sur le plateau. Quand elle fut démolie au début du XVIIIe, le revenu tiré de la vente des pierres de sa chapelle fut distribué aux pauvres. En 1643, le pape Urbain VIII reconnut la « Confrérie de Notre Dame du Pré » qui distribuait de la nourriture et de l'argent pour soigner les malades ou régler les frais d'inhumation des défunts sans ressource. À la Révolution, les biens fonciers et immobiliers de la confrérie furent confisqués au profit du bureau de bienfaisance. En temps normal, 10 % de la population mondevillaise bénéficiait de cette aide, mais au début du XIXe, ce chiffre monta jusqu'à 20 %.

### Quand le village devient ville (XXesiècle)

#### Le début de l'urbanisation
En 1855, la première gare de Caen fut provisoirement construite au sud de la route de Paris, à cheval sur la limite communale entre Caen et Mondeville. En 1858, l'actuelle gare fut inaugurée à Vaucelles et la gare de Mondeville fut abandonnée. Quatre hectares de prairies et de marais sont utilisés pour les infrastructures ferroviaires entre la gare et le port. Toutefois, l'arrivée du chemin de fer provoqua à la fin du XIXe une hausse de la population qui se fixa au nord-ouest de la commune. À partir de 1881, la commune fut traversée par la ligne Caen - Dozulé-Putot, sans qu'une gare n'y fut établie. En 1893, le premier bureau de poste fut ouvert et, en mai 1905, une nouvelle mairie, associée à un groupe scolaire, fut inaugurée rue Chapron pour se rapprocher de cette nouvelle population. Enfin en 1912, l'électricité fit son apparition.
Mais ce fut au XXe que Mondeville connut un grand essor démographique. Rompant avec son caractère rural, Mondeville se mua en ville industrielle. En 1909, August Thyssen acheta des terrains sur le plateau surplombant le village de Colombelles qui comptait alors moins de 200 habitants. Il fonda ensuite la Société des hauts-fourneaux de Caen et fit construire en 1913 une grande usine sidérurgique sur les terrains de Colombelles. La ligne de chemin de fer entre cette usine et les mines de Soumont-Saint-Quentin fut construite en partie à l'est de la commune. La Société des Hauts Fourneaux et Acieries, qui devint ensuite la Société métallurgique de Normandie, changea complètement le visage du sud-est de la périphérie de Caen. Pour loger les ouvriers, la cité ouvrière du Plateau, à cheval sur les communes de Mondeville, Giberville et Colombelles fut créée sur les hauteurs de Mondeville entre 1913 et 1930 :
- 1913 Grands Bureaux, Hôtellerie
- 1921 Cité Centrale
- 1925 Cité des Roches
- 1926 Cités du Bois et de la Grande Rue
- 1929 école des Tilleuls

En 1925, l'armée aménagea un complexe pyrotechnique, la Cartoucherie, dans le domaine du château de Valleuil. Non loin, au-dessus de la route de Rouen, la COFAZ (Compagnie française de l'azote) fit construire en 1931 une usine d'engrais (actuelle halle d'athlétisme Michel-d'Ornano). Dans le centre, une grande partie du domaine de Bellemaist fut loti à partir de 1928 pour former les Charmettes (ancienne cité Loucheur). La commune fut dotée d'une nouvelle poste en 1935 et d'une nouvelle église, dédiée à Marie-Madeleine Postel, en 1938. Le centre de la commune était définitivement établi dans le secteur compris entre la route de Rouen et la route de Cabourg.
En 1944, la commune fut touchée par les bombardements. Les Mondevillais se réfugièrent dans les carrières de la rue des Roches. La cité du Plateau fut détruite et reconstruite à l'identique.

#### Mondeville, une commune intégrée dans l'agglomération caennaise
Après la Seconde Guerre mondiale, la commune perdit définitivement son caractère rural du fait de la déconcentration industrielle qui marqua l'ensemble de la Basse-Normandie. De grandes entreprises se sont implantées sur de vastes zones industrielles à cheval sur Mondeville, Grentheville et Cormelles-le-Royal comme Citroën (devenu PSA Peugeot Citroën), Valeo ou Robert Bosch GmbH. Le développement de l'activité portuaire du port de Caen-Ouistreham, le long du canal, effacèrent les dernières traces des guinguettes que l'on trouvait à la fin du XIXe et au début XXe au bord de l'Orne ; l'ouverture de la station d'épuration du Nouveau Monde le 2 décembre 1976 marqua définitivement la disparition du caractère rural de ces anciennes prairies.
Pour permettre l'essor des activités industrielles et l'amélioration des conditions de la circulation automobile, d'importantes infrastructures routières furent construites sur le territoire de la commune. Depuis 1975, le boulevard périphérique de Caen enjambe le canal et l'Orne grâce au viaduc de Calix et traverse le centre-ville, ainsi que le bois du Biez, dernier vestige des taillis que l'on trouvait un peu partout sur la commune autrefois. L'autoroute de Normandie lui est connectée depuis la même époque. Ces infrastructures, favorisant le tout-automobile, permirent le développement de grandes zones commerciales qui font aujourd'hui la richesse de la commune. En février 1970, le premier hypermarché de l'agglomération caennaise, Supermonde, ouvrit ses portes au bord de la route nationale 13 le long de laquelle s'étirent depuis de grandes zones commerciales (Vallée Barrey et ZA Charles-de-Coulomb).

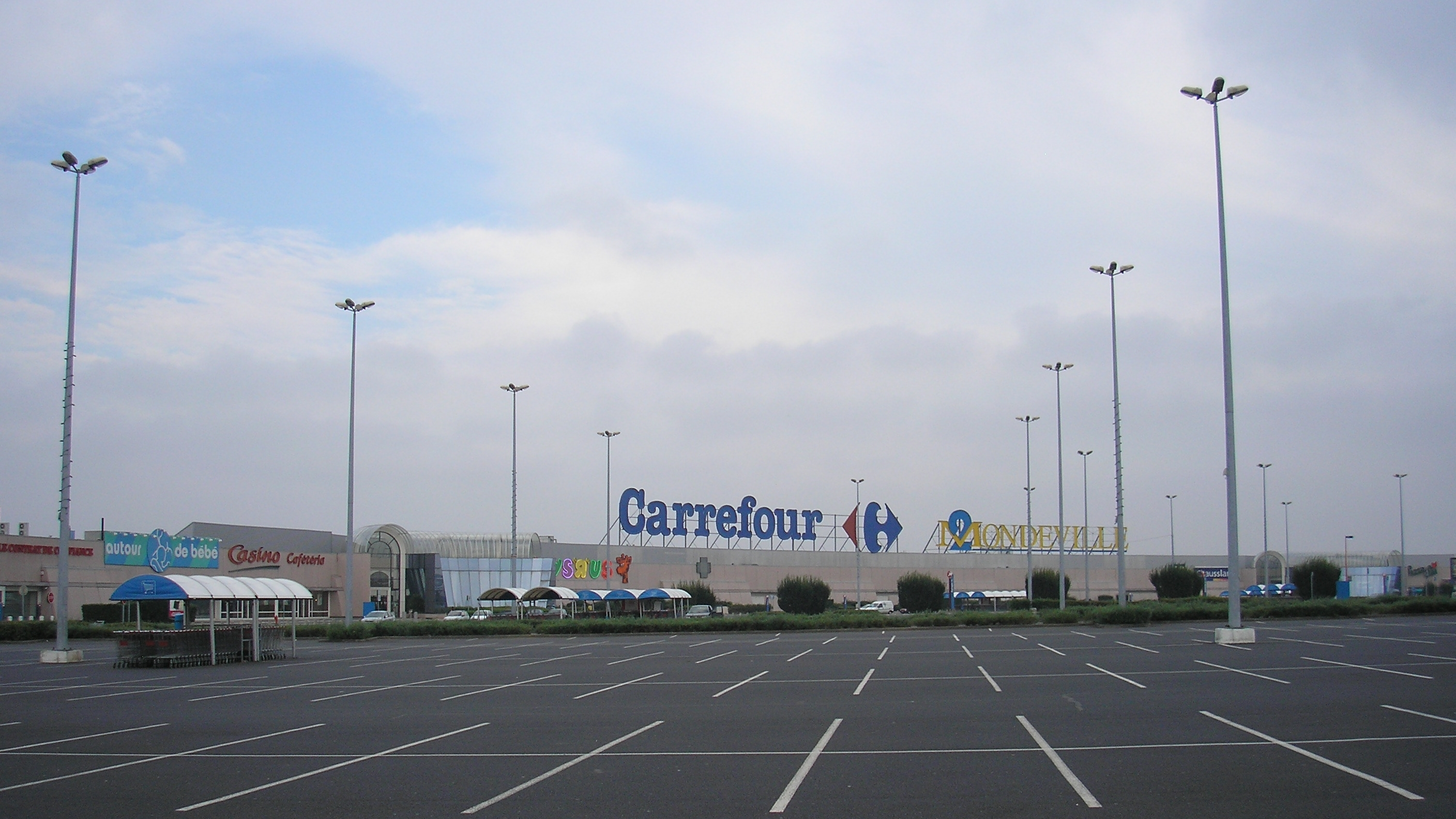
Le centre commercial Mondeville 2.

De nouveaux quartiers furent aménagés :
- la résidence du Parc et la rue Laennec dans ce qui restait du domaine de Bellemaist (1954-1958) ;
- la ZAC Charlotte-Corday (1955-1991) ;
- le lotissement du Bois de Claquet (années 1980) ;
- la Vallée Barrey (1992) ;
- les Hauts de Mondeville (années 1990).

Désormais, il ne reste pratiquement plus de terrain agricole sur la commune et ceux qui demeurent sont concentrés à l'est à la limite avec Giberville.
En 1993, la Société métallurgique de Normandie a fermé, provoquant un important marasme économique dans la région. En 1995, le centre commercial Supermonde fut transféré de l'autre côté de la RN 13 et devint le centre commercial régional Mondeville 2. En 1997, le bouclage du périphérique fut l'occasion de réaménager l'échangeur de la porte de Paris qui est désormais le plus complexe du système routier de l'agglomération. En octobre 2013, le centre commercial écologique Mondevillage ouvre ses portes à l'emplacement de l'ancien Supermonde, près de la ZA Charles-de-Coulomb.

## Politique et administration

### Rattachements administratifs et électoraux
En 1793, la commune de Mondeville était le chef-lieu du canton qui portait son nom. En 1801, elle est incorporée au canton de Caen-Nord, puis à celui de Caen-Est en 1815, à celui de Caen-Sud en 1967 et celui de canton de Caen-7 en 1982. En 2015, dans le cadre du redécoupage cantonal de 2014, la commune est rattachée au canton d'Ifs.

### Administration municipale
Le nombre d'habitants au dernier recensement étant compris entre 5 000 et 9 999, le nombre de membres du conseil municipal est de 29.
Le conseil municipal est ainsi composé de vingt-neuf membres dont le maire et huit adjoints.

### Liste des maires

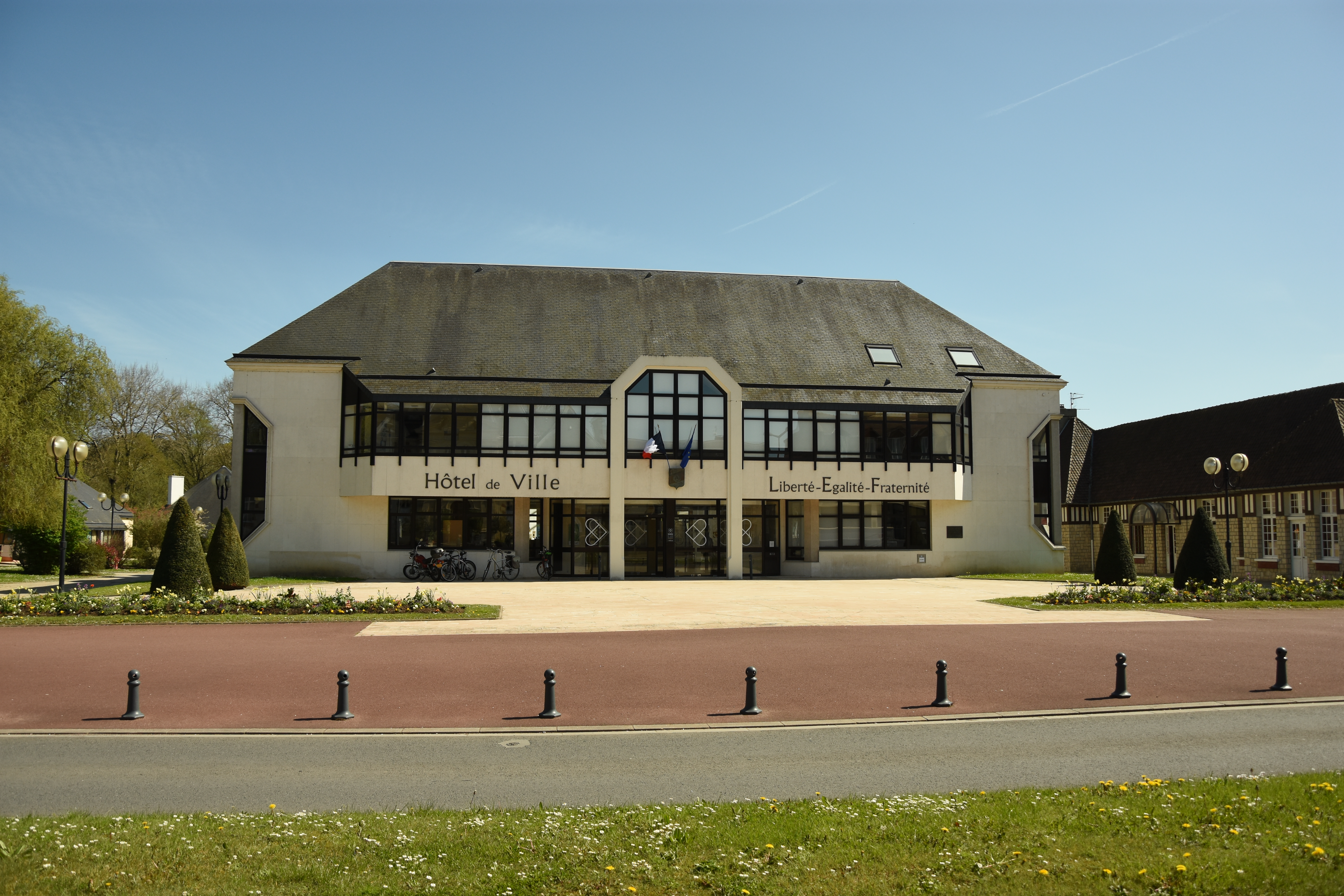
La mairie de Mondeville.

Depuis la Libération, quatre maires se sont succédé à la tête de la commune.

## Démographie

### Évolution démographique
L'évolution du nombre d'habitants est connue à travers les recensements de la population effectués dans la commune depuis 1793. Pour les communes de moins de 10 000 habitants, une enquête de recensement portant sur toute la population est réalisée tous les cinq ans, les populations de référence des années intermédiaires étant quant à elles estimées par interpolation ou extrapolation. Pour la commune, le premier recensement exhaustif entrant dans le cadre du nouveau dispositif a été réalisé en 2006.
En 2022, la commune comptait 10 286 habitants, en évolution de +4,84 % par rapport à 2016 (Calvados : +1,58 %, France hors Mayotte : +2,11 %).
Le maximum de la population a été atteint en 1999 avec 10 428 habitants.
| 1793 | 1800 | 1806 | 1821 | 1831 | 1836 | 1841 | 1846 | 1851 |
| ---- | ---- | ---- | ---- | ---- | ---- | ---- | ---- | ---- |
| 662  | 460  | 741  | 784  | 881  | 946  | 894  | 897  | 932  |

| 1856 | 1861 | 1866 | 1872 | 1876 | 1881  | 1886  | 1891  | 1896  |
| ---- | ---- | ---- | ---- | ---- | ----- | ----- | ----- | ----- |
| 996  | 992  | 966  | 942  | 956  | 1 029 | 1 045 | 1 156 | 1 218 |

| 1901  | 1906  | 1911  | 1921  | 1926  | 1931  | 1936  | 1946  | 1954  |
| ----- | ----- | ----- | ----- | ----- | ----- | ----- | ----- | ----- |
| 1 316 | 1 391 | 1 486 | 2 434 | 2 628 | 4 320 | 4 878 | 4 982 | 6 821 |

| 1962  | 1968  | 1975  | 1982  | 1990  | 1999   | 2006   | 2011  | 2016  |
| ----- | ----- | ----- | ----- | ----- | ------ | ------ | ----- | ----- |
| 9 081 | 9 788 | 9 302 | 9 392 | 9 488 | 10 428 | 10 230 | 9 506 | 9 811 |

| 2021   | 2022   | - | - | - | - | - | - | - |
| ------ | ------ | - | - | - | - | - | - | - |
| 10 075 | 10 286 | - | - | - | - | - | - | - |

### Pyramide des âges
La population de la commune est relativement jeune.
En 2018, le taux de personnes d'un âge inférieur à 30 ans s'élève à 34,6 %, soit en dessous de la moyenne départementale (35,2 %). À l'inverse, le taux de personnes d'âge supérieur à 60 ans est de 28,2 % la même année, alors qu'il est de 27,9 % au niveau départemental.
En 2018, la commune comptait 4 724 hommes pour 5 169 femmes, soit un taux de 52,25 % de femmes, légèrement supérieur au taux départemental (51,95 %).
Les pyramides des âges de la commune et du département s'établissent comme suit.
| Hommes | Classe d’âge | Femmes |
| ------ | ------------ | ------ |
| 0,6    | 90 ou +      | 2,2    |
| 6,4    | 75-89 ans    | 11,1   |
| 16,7   | 60-74 ans    | 18,9   |
| 20,1   | 45-59 ans    | 19,9   |
| 18,3   | 30-44 ans    | 16,5   |
| 21,1   | 15-29 ans    | 17,1   |
| 16,9   | 0-14 ans     | 14,3   |

| Hommes | Classe d’âge | Femmes |
| ------ | ------------ | ------ |
| 0,8    | 90 ou +      | 2,1    |
| 7,2    | 75-89 ans    | 10,2   |
| 18,1   | 60-74 ans    | 19,3   |
| 19,4   | 45-59 ans    | 18,9   |
| 17,8   | 30-44 ans    | 16,9   |
| 19     | 15-29 ans    | 17,1   |
| 17,7   | 0-14 ans     | 15,5   |

## Économie
Une partie importante de la commune est occupée par des zones d'activités commerciales et industrielles. Ces zones d'activités se rassemblent en deux grands secteurs :
- au nord, entre le canal et l'Orne et le long du cours Montalivet,
- au sud, le long des voies de communication importantes (route de Paris, voie ferrée, boulevard périphérique).

|                               | Superficie | Vocation     | Caractéristiques, entreprises importantes              |
| ----------------------------- | ---------- | ------------ | ------------------------------------------------------ |
| ZI du Port                    | 58 ha      | Portuaire    | Partie du port de Caen-Ouistreham                      |
| ZA de Calix                   | 9 ha       | Portuaire    | Dans les anciens abattoirs le long du cours Montalivet |
| ZA Charles de Coulomb         | 35 ha      | Industrielle | Robert Bosch GmbH                                      |
| ZAC et ZA de la Vallée Barrey | 23 ha      | Artisanale   | De part et d'autre de la route de Paris                |
| ZA Henri Spriet               | 45 ha      | Commerciale  | Entre la route de Paris et la voie ferrée              |
| ZA de l'Étoile                | 53 ha      | Commerciale  | Autour du centre commercial Mondeville 2               |
| ZA Est                        | 11 ha      | Industrielle | Se prolongeant sur Giberville (ZA Le Clos de la Tête)  |
| ZI Mondeville sud             | 107 ha     | Industrielle | Se prolongeant sur Cormelles-le-Royal et Grentheville  |

## Culture locale et patrimoine

### Lieux et monuments
- Églises :

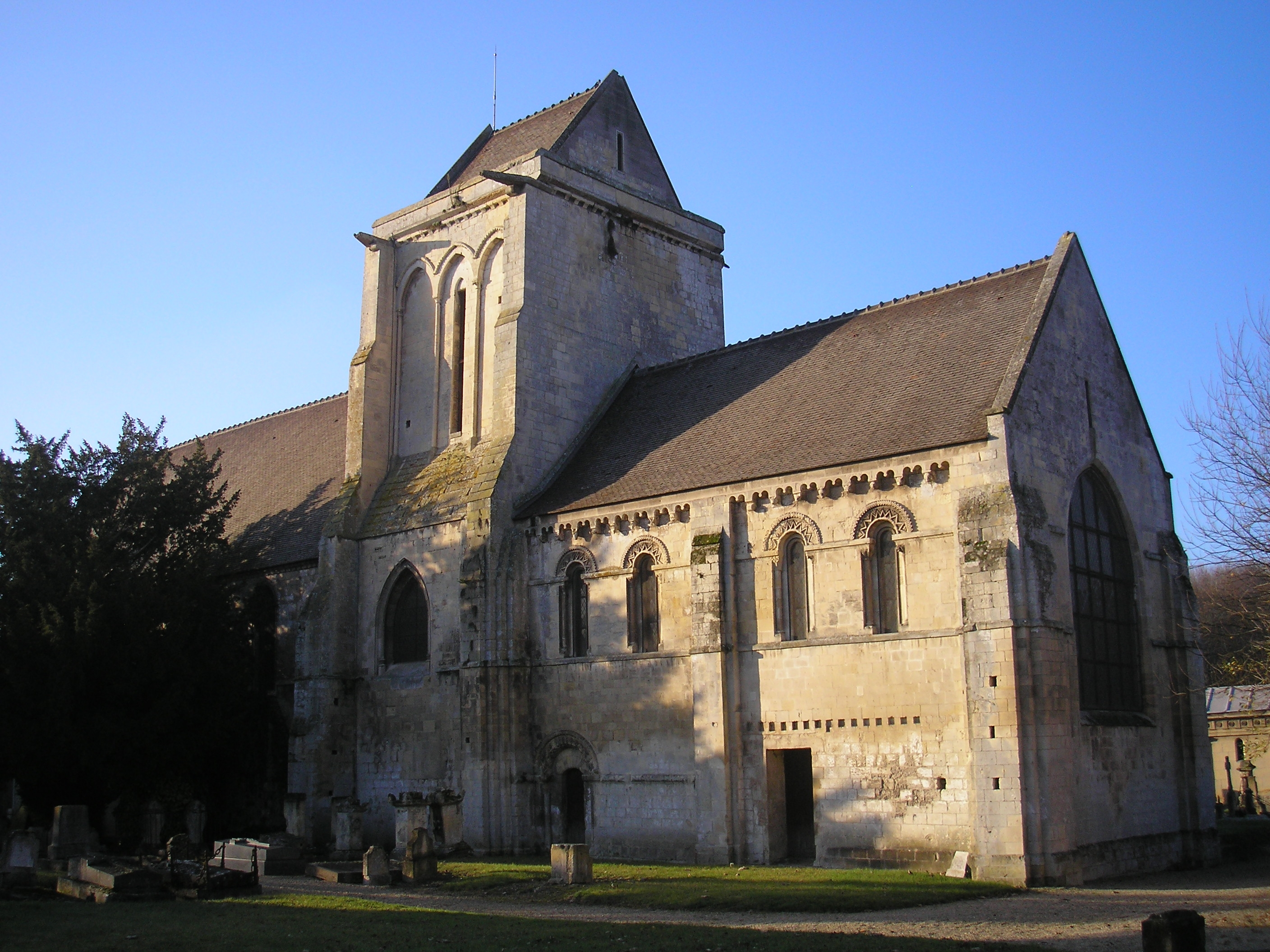
L'église Notre-Dame-des-Prés.

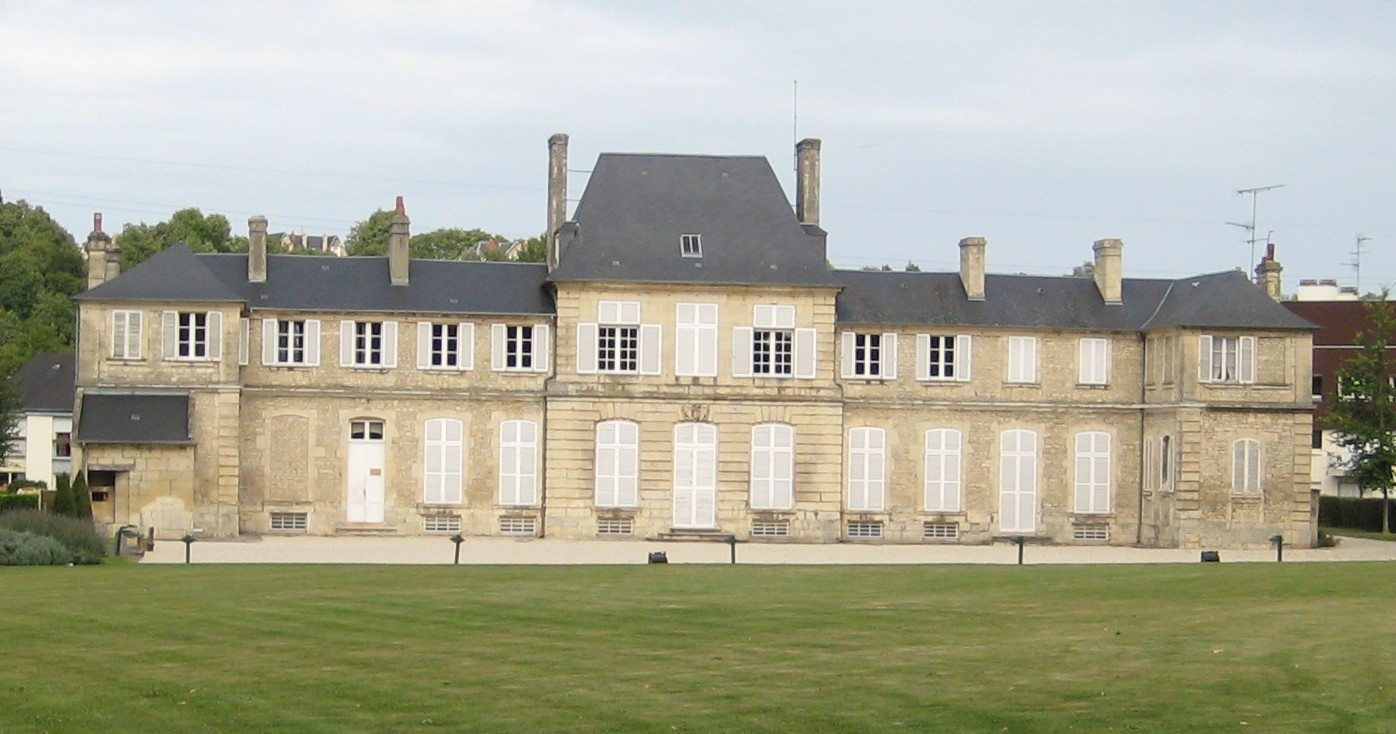
Le château de Bellemaist.

  - L'église paroissiale Sainte-Marie-Madeleine-Postel.
  - L'église Notre-Dame-des-Prés (XIIe-XIIIe), classée monument historique depuis 1913[74]. Elle abrite un gisant sous enfeu du XIVe siècle classé à titre d'objet[75].
  - La chapelle Notre-Dame-des-Travailleurs (sur le Plateau).
  - Ruines de l'église Saint-Denis.
- Châteaux
  - Le château de Bellemaist (XVIIe), actuellement occupé par l'école de musique.
  - Le château du Vast (1680).
  - Le château de Valleuil qui a abrité, entre 1987 et le 31 juillet 2009[76], l'établissement central de matériel de mobilisation du service de santé des armées.
  - Château de Clopée (coopérative de la SMN), détruit en 2009.
  - L'actuel presbytère
- Le Plateau
  - Cité ouvrière du Plateau
  - La résidence « La Feuilleraie », (1913), résidence du directeur de la Société métallurgique de Normandie jusqu'en 1993 et depuis maison de retraite.
  - La Renaissance (construite par la SMN en 1938-1939, réhabilitée en 1949), cinéma-théâtre jusqu'aux années 1970.
  - L'hôtellerie de la SMN (1913).
  - Les grands bureaux de la SMN, route de Cabourg (1913).

### Activité, équipements et manifestations

#### Culture
Depuis 2005, Mondeville dispose d'une salle de spectacle consacrée à la musique, au théâtre, à l'art circassien et à la danse, installée dans l'immeuble de La Renaissance.
Le 16 octobre 2015 a été inaugurée la médiathèque de la commune, « Quai des mondes », qui fait aussi office de pôle social destiné à accompagner les habitants dans leur quotidien. Le bâtiment, tout en transparence, est dû à l'architecte normand Jean Marc Viste (Atelier Nord Sud). Cet équipement culturel détient  26 500 documents disponibles sur des supports variés et offre plusieurs services dont le réseau Wi-Fi et le service de portage à domicile. Il comprend au rez-de-chaussée un espace cafétéria avec quotidiens et magazines ;  une salle polyvalente pour les  spectacles, animations, conférences, expositions et rencontres d'auteur ; le pôle social avec un Point Information Jeunesse, la cellule-emploi, l'aide aux démarches administratives et personnelles, l'initiation au numérique ainsi que des permanences d'autres organismes sociaux. À l'étage se trouvent notamment l'espace jeunesse, des postes informatiques et un espace pour les jeux vidéo,.
Un complexe cinématographique se trouve implanté sur le territoire de la commune, qui comprend 12 salles : le « Cinéma UGC Mondeville ».

#### Sports
- En 1999, la halle Bérégovoy a été construite par Cauris Architectes (Régis Barrot, Catherine Grimoin) pour abriter les matchs à domicile de l'équipe de l'USOM Tennis de table et de l'USO Mondeville de basket-ball.
- L'USO Mondeville évolue en Ligue féminine de basket, plus haut niveau national, et joue régulièrement des compétitions européennes.
- L'USOM Tennis de table a été sacrée trois fois championne de France en 2004, 2005 et 2006. Elle a aussi atteint les demi-finales de la coupe d'Europe. Un club (USO Mondeville Tennis de Table Omnisports) s'est reconstruit sur les cendres de l'USOM grâce à la volonté des parents de jeunes pratiquants de conserver un club de tennis de table près de chez eux.
- La ville compte aussi un club de football réputé pour la qualité de sa formation, l'Union sportive ouvrière normande de Mondeville. Ses trois équipes évoluent en ligue de Basse-Normandie[80].
- Le 8 mars 2002, la halle d'athlétisme Michel-d'Ornano a été inaugurée. Dans cette ancienne usine d'engrais construite en 1929 par Albert Laprade[81], on a aménagé : un anneau de 200 mètres (quatre couloirs), une ligne droite de 60 mètres avec six couloirs, des aires de saut (perche, longueur, triple saut, hauteur) et une aire de lancer de poids. Ce vaste édifice, 120 mètres de longueur et 32 mètres de largeur, peut accueillir 1 000 personnes.
- Sur le territoire de la commune est installé un centre équestre poney-club (anciennes écuries de Calix). Un haras, fondé par la famille Viel, occupe une partie du domaine du château du Vast.

### Jumelages
- Büddenstedt (Allemagne) depuis 1972.
- Northam (Royaume-Uni) depuis 1974.

### Personnalités liées à la commune

#### Naissances
- Jean-Jacques de Marguerie (1742-1779), mathématicien.
- Jean Vallée (1899-1979), réalisateur.
- Paul Collette (1920-1995), camelot du roi et résistant.
- Gisèle Guillemot (1923-2013), résistante, écrivaine.
- Jean Hougron (1923-2000), écrivain.

#### Autres
- Thomas Becket (1117-1170), né à Londres mais sa famille était auparavant établie à Mondeville dont sa mère Matilda était originaire[82].
- François Héroult de Hottot (1756-1823), homme politique, a été maire de Mondeville.
- La famille Viel, qui s'illustre depuis un siècle dans le monde du trot et qui a fondé le haras du Vast : Albert (maire de Mondeville au début du XXe), Paul, Albert (président de la SECF), Jean-Pierre et Paul.
- Michel Hidalgo (1933-2020), footballeur international puis entraîneur, a vécu une partie de son enfance à Mondeville, sur le Plateau, où il a commencé sa carrière à l'US Normande.
- Le groupe de black metal Blut aus Nord est également originaire de Mondeville[83].
- Marine Johannès (né en 1995, à Lisieux), joueuse de basket-ball jouant en WNBA depuis 2019, fut joueuse de l'USO Mondeville de 2007 à 2016. Elle passe en équipe première du club à partir de la saison 2011-2012.

### Héraldique
| Armes de Mondeville | Les armes de la commune de Mondeville se blasonnent ainsi : Tiercé en barre, les traits de partitions haussés à dextre et abaissés à senestre, au 1er de sinople aux deux léopards l'un sur l'autre adextrés d'une mitre, le tout d'or, au 2e de gueules à la roue dentée de sable chargée de douze étoiles d'or, au haut-fourneau d'argent brochant, sur lequel brochent à dextre une grue portuaire d'or, et à senestre une usine à deux cheminées crachant de la fumée du même, au 3e d'or aux cinq burelles ondées de sable chargées chacune d'une burelle ondée d'or. Les deux léopards d'or rappellent ceux des armes de la Normandie. |